# گانگلیوزید

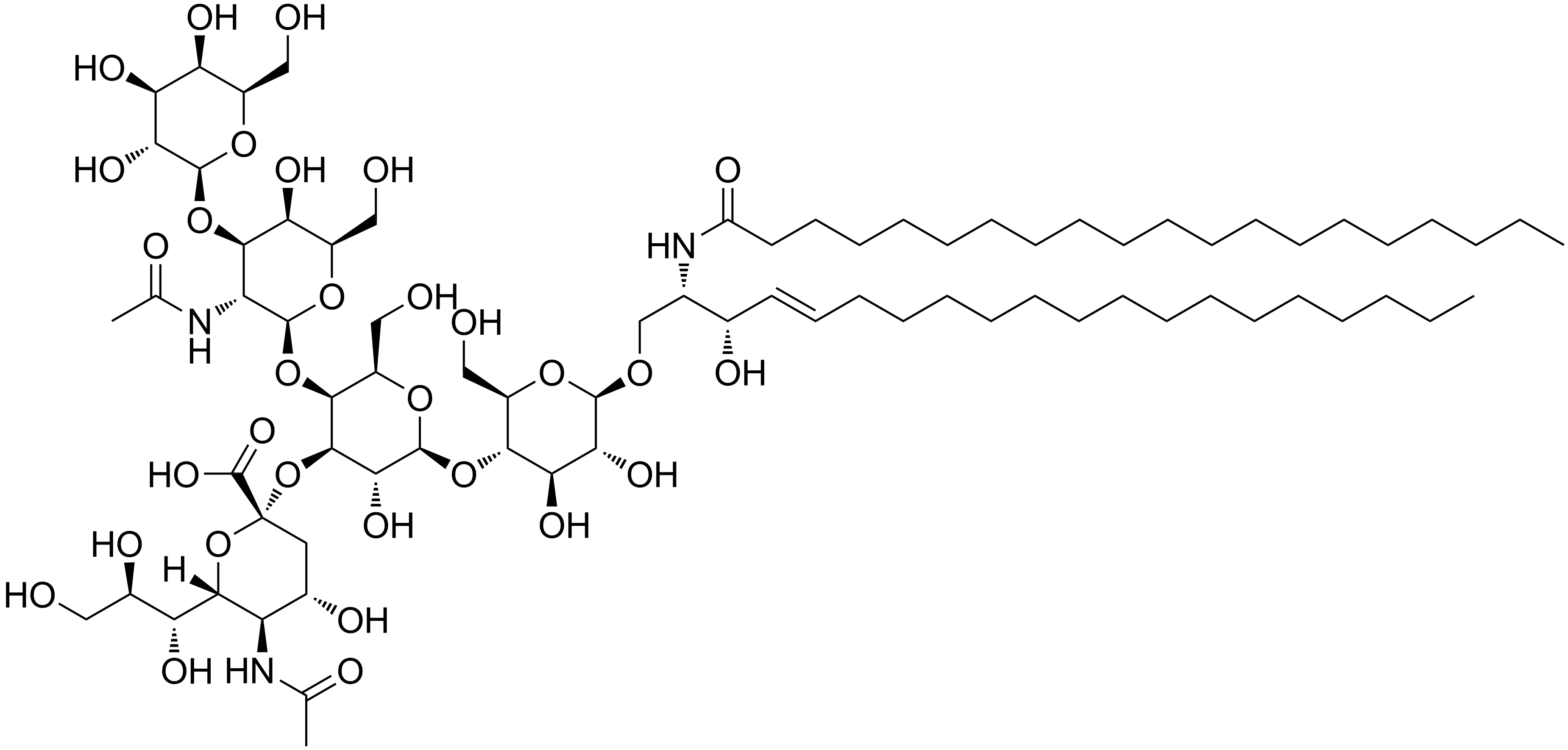
ساختار گانگلیوزید GM1

گانگلیوزید (انگلیسی: Ganglioside مولکولی می‌باشد که از ترکیب یک جزء گلیکواسفنگولیپید با یک یا تعداد بیشتری سیالیک اسید مانند ان-استیل نورامینیک اسید ایجاد می‌شود. گلیکواسفنگولیپیدها خود ترکیب سرامید با اولیگوساکاریدها هستند. این ترکیبات بیشتر در دیواره سلول‌ها و فضای بین سلولی مشاهده می‌شوند. نقص در متابولیسم گانگلیوزیدها موجب گانگلیوزیدوز GM۱ و گانگلیوزیدوز GM۲ می‌شود.